# 科羅廖夫院士街站
科羅廖夫院士街站（羅馬化：Ulitsa Akademika Korolyova）是莫斯科單軌鐵路的其中一個車站，位於莫斯科東北行政區奧斯坦金諾區。

## 歷史
車站在2004年11月20日連同其餘4個車站一同啟用。全線只有兩列列車同時營運，班次為30分鐘一班，開放時間由10時至16時。乘客只能在此站下車。2008年1月10日路線開始在6時50分至23時營運，並容許在任何車站上下車。車票價格也由50盧布降至19盧布。

## 特徵
此站與其他莫斯科單軌鐵路車站有一些不同：車站設有2個月台，高度為12公尺，是封閉型。